# Kabo (Nigeria)
Pour les articles homonymes, voir Kabo.
Kabo est une zone de gouvernement local de l'État de Kano au Nigeria. Sa capitale est la ville de Kabo.

## Source
- (en) Cet article est partiellement ou en totalité issu de l’article de Wikipédia en anglais intitulé « Kabo, Nigeria » (voir la liste des auteurs).